# 793
| 793                |
| ------------------ |
| Dødsfald - Fødsler |
|                    |

| Gregoriansk kalender | 793 DCCXCIII            |
| Ab urbe condita      | 1546                    |
| Armensk kalender     | 242 ԹՎ ՄԽԲ              |
| Kinesiske kalender   | 3489 – 3490 壬申 – 癸酉 |
| Etiopisk kalender    | 785 – 786               |
| Jødisk kalender      | 4553 – 4554             |
| Hindukalendere       |                         |
| - Vikram Samvat      | 848 – 849               |
| - Shaka Samvat       | 715 – 716               |
| - Kali Yuga          | 3894 – 3895             |
| Iransk kalender      | 171 – 172               |
| Islamisk kalender    | 176 – 177               |

Se også 793 (tal)

## Begivenheder
- 8. juni – Vikingers plyndring af klosteret Lindisfarne i England markerer overgangen fra jernalder til vikingetid